# 中2映画プロジェクト主題歌集2022
中2映画プロジェクト主題歌集2022は、つんく♂が総監修を務める「中2」をテーマにした青春映画の2022年制作の主題歌集。

## 収録内容
- 01 TOKYO DRAMATIC〜単純ってピュアだよ！〜

作詞：つんく
作曲・編曲：スギタシュウト
歌：中2映画プロジェクトアイドル部
- 02 ハートのドキドキ抱きしめて

作詞：もともとこ
作曲・編曲：中原洋子
歌：桜田ミレイ
- 03 駅カフェ

作詞：つんく
作曲：もともとこ
編曲：Art Neco
歌：相磯奈々
- 04 恋のせいでしょ！

作詞：つんく
作曲・編曲：黒木タツマ
歌：稲盛寿世
- 05 春のゆらめき

作詞：ゆうなみ
作曲：ゆうなみ、益山真理子
編曲：益山真理子
歌：ゆうなみ
- 06 ロケットに乗れるかな

作詞：つんく
作曲：suturi
編曲：中原洋子
歌：加瀬百
- 07 純情Casting

作詞：もともとこ
作曲：⼊倉聖奈
編曲：松本零士
歌：針尾ありさ
- 08 劣等少女

作詞・作曲・編曲：Dai
歌：末笠鈴
- 09 Go fight win!〜輝く君へ〜

作詞：もともとこ
作曲・編曲：大谷大
歌：尼丁隆吉
- 10 素直になれたらいいな

作詞：アベツカサ
作曲：Maho.
編曲：つばさ
歌：寺嶋由芙
- 11 永遠の輝き

作詞：EMI
作曲：FUJIKIN
編曲：Art Neco
歌：Eter Noluz
- 12 ♡桃色片想い♡

作詞・作曲：つんく
編曲：Art Neco
歌：福島ひなた

## スタッフ
- Director：生方信堂（TNX）
- Assistant Director：藤本匠・スギタシュウト
- Recording Engineer：小林真之介（TNX）
- Mixing Engineer：脇坂了（05・06・08）・大坪雄一（02）・マツレイ！（07） 黒木タツマ（04）・開博史（01・11）・櫻井直樹（03・09・10）・Art Neco（12）
- Recording at：Studio Cubic
- Sound Producer：鈴木Daichi秀行
- Executive Producer：つんく♂